# Tarcal
Tarcal is een plaats (község) en gemeente in het Hongaarse comitaat Borsod-Abaúj-Zemplén. Tarcal telt 3239 inwoners (2005).